# Google Lunar X Prize
Google Lunar XPRIZE（グーグル・ルナ・エックスプライズ、略称GLXP）は、Xプライズ財団がGoogleの資金提供で開催した、民間による最初の月面無人探査を競うコンテストで、2007年から2018年に開催した。

## 概要
Xプライズ財団が主催した民間による最初の有人弾道宇宙飛行を競う Ansari X Prize が2004年に達成されると、次に民間が開発した無人探査機で月面を探査することが提案されて2007年9月にアメリカで開始した。コンテスト期間中に規定の条件を満たしたチームは、最高賞金2000万アメリカドルを得る。
コンテスト期間は当初2015年12月31日までとされたが、たびたび延長されて2018年3月31日までとなった。34チームが参加登録して Moon Express、Syneyrgy Moon、SpaceIL、HAKUTO、TeamIndusの5チームが最終段階へ進出したが期日内に打ち上げ完了したチームはなく、コンテストを終了した。
コンテスト終了後も一部のチームは活動を続け、2019年にSpaceIL チームが探査機ベレシートを打ち上げて月周回軌道投入に成功し、Xプライズ財団からGLXPとは別に賞金100万ドルのムーンショット賞を得た。

## 賞金
賞金総額は3000万ドル（約30億円）
優勝2000万ドル
月面に純民間開発の無人探査機を着陸させ、着陸地点から500m以上走行し、指定された高解像度の画像、動画、データを地球に送信したチームに贈られる。
政府または国家主導の月面探査機が先に着陸した場合、賞金は1500万ドルに減額される。
準優勝500万ドル
優勝チームの次に同様の指定ミッションを成功させた場合に贈られる。
ボーナスミッション
上記に加え以下のミッションを成功させた場合、それぞれ特別賞金が加算される。ただし、複数成功させた場合でも上限は400万ドルである。
アポロ・ヘリテージ・ボーナス（400万ドル）
アポロ計画で月面に残した機器を撮影する。
ヘリテージ・ボーナス（100万ドル）
アポロ計画以外の過去の宇宙開発で月面に残した痕跡を発見する。月にある人工物の一覧を参照。
レンジ・ボーナス（200万ドル）
着陸地点から5000m以上走行する。
サバイバル・ボーナス（200万ドル）
月面の夜を乗り切る。月面は14日昼間が続いたのちに、14日間太陽光が照射しない夜の期間となり-170℃の厳しい環境になる。
ウォーター・ディテクション・ボーナス（400万ドル）
月面で水または氷を発見する。
ダイバーシティ賞（100万ドル）
個性的な設計を行ったチームに贈られる。
2017年1月24日に、それまで参加を継続した16チームにダイバーシティ賞の100万ドルを分配することが発表された。

### マイルストーン賞
マイルストーン賞（中間賞）は2013年11月にXプライズ財団とGoogleが発表したもので、順調に開発を進めているチームを経済的にサポートし、投資や認知を上げることを目的とした。月面ミッション達成で授与される総額3,000万ドルの賞金に加え、総額1,000万ドルを新たに中間賞として設定した。
中間賞を受賞したチームが優勝または準優勝した場合、優勝賞金額または準優勝賞金額は、そのチームが中間賞で獲得した賞金の総額を差し引いた金額となる予定であった。
2013年11月に、総額600万ドル分の以下の3つの賞が発表された。
ランダーシステム中間賞（100万ドル）
月面に軟着陸できるハードウェアとソフトウェアを備えた着陸システムを実証したチーム（最大3チーム）に贈られる。
モビリティサブシステム中間賞（50万ドル）
月面着陸後に探査機を500メートル移動する技術を実証したチーム（最大4チーム）に贈られる。
イメージングサブシステム中間賞（25万ドル）
高画質の画像及び映像を月面から地球へ送信する技術を実証したチーム（最大4チーム）に贈られる。
これら3つの賞にノミネートされたチームは2014年2月に発表され、2014年9月末までに審査基準を満たしたチームが受賞できるものとされた。審査結果は2015年1月26日に以下のとおり発表された。
| チーム名             | ランダーシステム 中間賞 | モビリティ サブシステム 中間賞 | イメージング サブシステム 中間賞 | 獲得賞金の総額 |
| -------------------- | ----------------------- | ------------------------------ | -------------------------------- | -------------- |
| Astrobotic           | 受賞                    | 受賞                           | 受賞                             | 175万ドル      |
| Moon Express         | 受賞                    | ノミネートのみ                 | 受賞                             | 125万ドル      |
| TeamIndus            | 受賞                    | ノミネートされず               | ノミネートのみ                   | 100万ドル      |
| Part-Time Scientists | ノミネートされず        | 受賞                           | 受賞                             | 75万ドル       |
| HAKUTO               | ノミネートされず        | 受賞                           | ノミネートされず                 | 50万ドル       |

2017年8月に、総額475万ドル分の以下の2つの賞が発表された。上記の3つの中間賞で贈られた賞金総額525万ドルと合わせると、中間賞の総額として設定された1,000万ドルになる。
月到達中間賞（175万ドル）
月面着陸を行う宇宙船を、月のまわりを1周させるか、1周もさせずに直接月面への降下を開始させるかしたチームに贈られる。
軟着陸中間賞（300万ドル）
月面着陸後に月面からデータを送信したチームに贈られる。
発表時点で参加継続する5チームすべてがこれら2つの賞の候補で、2018年3月31日までに条件を満たしたすべてのチームが受賞し、賞金は均等に分配される方針であった。

## コンテスト期間
コンテスト開始当初、期間は2015年12月31日までとしたが、下記変更した。
- 2014年12月に、コンテスト期間を2016年12月31日まで延長した[10]。
- 2015年5月に、下記条件でコンテスト期間が2017年12月31日まで延長された[11]。
  - 2015年12月31日までに1チームでも打ち上げ契約を確定した場合、他すべてのチームの打ち上げ契約確定期限を2016年12月31日とする。
  - 2015年12月31日までに打ち上げ契約を確定したチームが現れなかった場合は、コンテストを終了する。2015年10月にSpaceILが打ち上げの契約を確定し、途中終了は回避された[12]（Moon Express（英語版）も2015年12月に打ち上げの契約を確定した[13]）。
- 2017年12月31日は、すべてのミッションを完了させる起原としていたが、2017年1月に、打ち上げを実行する期限に変更した[4]。
- 2017年8月に、コンテスト期間を2018年3月31日まで延長した[9]。
- 2018年1月に、コンテスト期間を2018年3月31日以降延長しないことが発表され、期日でコンテストを終了した。

## 参加チーム

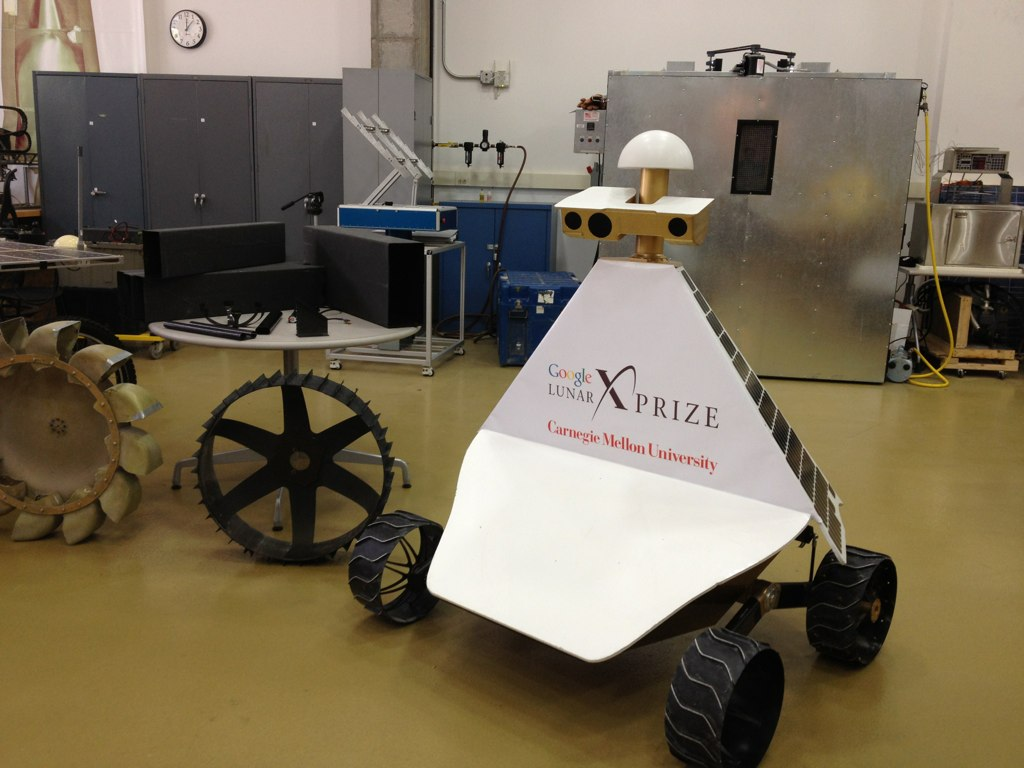
カーネギーメロン大学の月面ローバー

アメリカ、ドイツ、イタリア、ルーマニア、マレーシアなど様々な国籍、企業、大学、非営利団体、などを母体とするチームやが国際混合チームが参加した。
2010年12月31日の締め切りまでに34チームが参加登録し、2011年2月17日に、参加条件を満たす29チームでコンテストすることが発表された。
コンテスト開催中に技術や予算などの理由で、撤退や合流するチームが現れて参加チーム数は減少し、2015年1月の中間賞の発表時点で18チーム、2016年12月に16チームとなった。
2017年1月24日に、参加を継続した16チームのうち、探査機打ち上げ契約期限の2016年12月31日までに打ち上げ契約を確定した、Moon Express、Syneyrgy Moon、SpaceIL、HAKUTO、TeamIndusの5チームがコンテストの最終段階へ進出することが発表された。
HAKUTOは日本から唯一の参加チームで、当初は日欧混合のチーム「ホワイト・レーベル・スペース (White Label Space)」として活動したが、ランダーの開発を担当した欧州チームが2013年5月に撤退して日本単独のチームとなり、2013年7月にチーム名を「白兎」に由来する「HAKUTO」に変更した。
| チーム番号 | 国             | チーム名                   | 探査機名                                          | 機種                                   | 状況 | 出典          |
| ---------- | -------------- | -------------------------- | ------------------------------------------------- | -------------------------------------- | --- | ------------- |
| 07         | アメリカ合衆国 | Moon Express               | MoonEx-1                                          | 月面着陸機（ホッパー型探査機を兼ねる） | 開発中 打ち上げ契約済み                                                                                      | [ 17 ] [ 18 ] |
| 12         | 国際混合チーム | Syneyrgy Moon              | 未発表                                            | 月面着陸機                             | 開発中 打ち上げ契約済み                                                                                      | [ 19 ]        |
| 12         | 国際混合チーム | Syneyrgy Moon              | Tesla                                             | 月面車                                 | 開発中 打ち上げ契約済み                                                                                      | [ 19 ]        |
| 15         | 日本           | HAKUTO                     | Team Indusの月面着陸機に“相乗り”                  | 月面着陸機                             | 開発中 打ち上げ契約達成 2018年に契約解除                                                                     | [ 22 ]        |
| 15         | 日本           | HAKUTO                     | SORATO                                            | 月面車                                 | 開発中 打ち上げ契約達成 2018年に契約解除                                                                     | [ 22 ]        |
| 22         | イスラエル     | SpaceIL                    | Sparrow                                           | 月面着陸機（ホッパー型探査機を兼ねる） | 開発中 打ち上げ契約済み （コンテスト終了後にベレシートに改名して打ち上げ。月周回軌道投入に成功。着陸は失敗） | [ 25 ] [ 26 ] |
| 28         | インド         | TeamIndus                  | HHK-1                                             | 月面着陸機                             | 開発中 打ち上げ契約達成 2018年に契約解除                                                                     | [ 27 ]        |
| 28         | インド         | TeamIndus                  | ECA                                               | 月面車                                 | 開発中 打ち上げ契約達成 2018年に契約解除                                                                     | [ 27 ]        |
| 01         | アメリカ合衆国 | Odyssey Moon               | MoonOne (M-1)                                     | 月面着陸機                             | SpaceILと合流                                                                                                | [ 29 ]        |
| 02         | アメリカ合衆国 | Astrobotic                 | Griffin                                           | 月面着陸機                             | 棄権 2019年打ち上げ予定                                                                                      | [ 31 ]        |
| 02         | アメリカ合衆国 | Astrobotic                 | Red Rover                                         | 月面車                                 | 棄権 2019年打ち上げ予定                                                                                      | [ 33 ]        |
| 03         | イタリア       | Team Italia                | Amalia (Ascensio Machinae Ad Lunam Italica Arte ) | 月面車                                 | 期限までに打ち上げ契約できず                                                                                 | [ 34 ]        |
| 04         | アメリカ合衆国 | Next Giant Leap            |                                                   |                                        | Moon Expressと合流                                                                                           | [ 36 ]        |
| 05         | 国際混合チーム | FREDNET                    |                                                   |                                        | 棄権 | [ 38 ]        |
| 06         | ルーマニア     | ARCA                       | HAAS                                              | 月軌道周回機                           | 棄権 | [ 39 ]        |
| 06         | ルーマニア     | ARCA                       | European Lunar Explorer                           | 球型月面車                             | 棄権 | [ 39 ]        |
| 08         | アメリカ合衆国 | STELLAR                    | Stellar Eagle                                     | 月面車                                 | Synergy Moonと合流                                                                                           | [ 41 ]        |
| 09         | アメリカ合衆国 | JURBAN                     | JOHLT                                             |                                        | 棄権 | [ 42 ]        |
| 10         | マレーシア     | Independence-X             | ILR-1                                             | 月面車                                 | Synergy Moonと合流                                                                                           | [ 43 ]        |
| 11         | アメリカ合衆国 | Omega Envoy                | 名称未定                                          | 月面着陸機                             | Synergy Moonと合流                                                                                           | [ 44 ]        |
| 11         | アメリカ合衆国 | Omega Envoy                | Sagan                                             | 月面車                                 | Synergy Moonと合流                                                                                           | [ 44 ]        |
| 13         | 国際混合チーム | Euroluna                   | ROMIT                                             |                                        | 期限までに打ち上げ契約できず                                                                                 | [ 45 ]        |
| 14         | 国際混合チーム | Team SELENE                | RoverX                                            | 車輪+関節ロボット                      | 棄権 | [ 46 ]        |
| 16         | ドイツ         | Part-Time Scientists       | Asimov Jr.                                        | 月面車                                 | 期限までに打ち上げ契約できず                                                                                 | [ 47 ]        |
| 17         | ドイツ         | C-Base Open Moon           | C-Rove                                            | 月面車                                 | 棄権 | [ 49 ]        |
| 18         | ロシア         | Selenokhod                 |                                                   |                                        | 棄権 | [ 50 ]        |
| 19         | スペイン       | Barcelona Moon Team        |                                                   |                                        | 棄権 | [ 49 ]        |
| 20         | アメリカ合衆国 | Mystical Moon              |                                                   |                                        | 棄権 | [ 51 ]        |
| 21         | アメリカ合衆国 | Rocket City Space Pioneers |                                                   |                                        | Moon Expressと合流                                                                                           | [ 53 ]        |
| 23         | ハンガリー     | Team Puli                  |                                                   |                                        | 棄権 2019年打ち上げ予定                                                                                      | [ 54 ]        |
| 24         | ブラジル       | SpaceMETA                  |                                                   |                                        | Synergy Moonと合流                                                                                           | [ 55 ]        |
| 25         | カナダ         | Team Plan B                | Plan B                                            |                                        | 期限までに打ち上げ契約できず                                                                                 | [ 56 ] [ 57 ] |
| 26         | アメリカ合衆国 | Penn State Lunar Lion Team | Lunar Lion                                        | 月面着陸機 + ホッパー型探査機          | 棄権 | [ 59 ]        |
| 27         | チリ           | AngelicvM                  | Dandelion                                         | 月面車                                 | Astroboticと2019年の打ち上げ契約済み                                                                         | [ 60 ]        |
| 29         | アメリカ合衆国 | Team Phoenicia             | Storming the High Heavens                         | 月面着陸機                             | 棄権 | [ 61 ]        |
| 30         | アメリカ合衆国 | SCSG                       |                                                   |                                        | 棄権 | [ 62 ]        |
| 31         | アメリカ合衆国 | Micro-Space                | Crusader LL                                       | 月面着陸機                             | 棄権 | [ 65 ]        |
| 32         | アメリカ合衆国 | Quantum3                   |                                                   |                                        | 棄権 | [ 66 ]        |
| 33         | アメリカ合衆国 | Advaeros                   |                                                   |                                        | 棄権 | [ 67 ]        |
| 34         | アメリカ合衆国 | LunaTrex                   |                                                   |                                        | 登録されず                                                                                                   | [ 69 ]        |

チーム登録締め切り後間もなくXプライズ財団は、合計31チームが部分的に参加条件を満たし、その中で20チームが登録または他の登録済のチームに加わり、11チームは登録されなかった。

## 打ち上げ契約
コンテストの最終フェーズに進んだ5チームの打ち上げ契約の内容とその後の推移を示す。
いずれも打ち上げを提供する企業の打ち上げ機が参加チームの月面着陸機を地球軌道まで運び、月までは月面着陸機が自力で航行する計画だった。
| チーム名     | 打ち上げ機                   | 契約時の発表内容 | その後の推移 |
| ------------ | ---------------------------- | --- | --- |
| Moon Express | エレクトロン                 | 2015年10月、Moon Expressはロケット・ラボと打ち上げ契約を締結した。 契約は3回の打ち上げが含まれ、2017年に2回打ち上げ、3回目の打ち上げ日程は後日決定する予定とされた。                          | ロケット・ラボは2017年5月と2018年1月にエレクトロンロケットの打ち上げを試験し、2018年1月に初めて地球周回軌道へ投入に成功した。 ただし、Moon Expressの探査機の打ち上げ予定は発表されていない。                                                           |
| SpaceIL      | ファルコン9                  | 2015年10月に、SpaceILはSpaceflight Industriesと打ち上げ契約を締結した。 | SpaceILは、資金難のために打ち上げを2019年に延期するなどと噂され、2017年12月に、2017年中に2000万ドルの資金を調達できなければコンテストへの参加を継続できないことを表明した。 2018年1月には、SpaceILは2018年中に打ち上げを行う予定であることを表明した。 |
| Synergy Moon | Interorbital Systems Neptune | 2016年8月、Synergy MoonはInterorbital Systemsと打ち上げ契約を締結した。 | 2018年1月現在、Interorbital Systemsがロケットによってペイロードを地球周回軌道に投入した実績はなく、Synergy Moonもコンテストで打ち上げ予定を発表していない。                                                                                            |
| TeamIndus    | ISRO PSLV-XL                 | 2016年11月に、TeamIndusはISROの企業部門であるAntrix Corporationと打ち上げ契約を締結した。 | TeamIndusの資金や機材調達などの問題から契約が解除されると報道が2018年1月に報じられ、2018年1月25日に契約終了が正式に発表された。 |
| HAKUTO       | ISRO PSLV-XL                 | 2016年12月、HAKUTOはTeamIndusと月面探査機の"相乗り"契約を締結した。 TeamIndusは、自らの月面探査機を搭載してPSLVで打ち上げる月面着陸機に、HAKUTOの月面車も搭載して月面まで輸送する予定とした。 | TeamIndusとAntrix Corporationの打ち上げ契約が終了し、これを前提としたHAKUTOとTeamIndusの契約も履行されないことになった。 |